# Mälarhöjden (metropolitana di Stoccolma)
Mälarhöjden è una stazione della metropolitana di Stoccolma.
È situata nell'omonimo quartiere, a sua volta compreso nella circoscrizione di Hägersten-Liljeholmen, mentre sulla linea rossa della rete metroviaria locale si trova fra le stazioni di Axelsberg e Bredäng.
La stazione è ufficialmente operativa dal 16 maggio 1965, inaugurata in concomitanza con l'apertura del tratto tra Örnsberg e Sätra.
La piattaforma raggiunge una profondità di 34 metri sotto il livello del suolo, ed è accessibile dal viale Slättgårdsvägen. La progettazione della stazione venne affidata all'architetto Olov Blomkvist, mentre i suoi interni furono decorati dall'artista Margareta Carlstedt.
Nel 2009 l'utilizzo medio quotidiano durante un normale giorno feriale è stato pari a 2.500 persone circa.

## Tempi di percorrenza
| Linea | Capolinea | Tempo  | Stazione                                                  | Tempo                             |
| T13   | Ropsten   | 25 min | Liljeholmen Slussen Gamla stan T-Centralen Östermalmstorg | 7 min 13 min 15 min 17 min 19 min |
| T13   | Norsborg  | 19 min | Liljeholmen Slussen Gamla stan T-Centralen Östermalmstorg | 7 min 13 min 15 min 17 min 19 min |